# 陽高真白
陽高 真白（ひたか ましろ、2002年2月5日 - ）は、日本の女性声優。ソニー・ミュージックアーティスツ所属。

## 略歴
中学生の頃に歌って踊れる存在として声優に憧れを抱き、志すようになったという。その後、オープンキャンパス参加を経て東京アニメ・声優＆eスポーツ専門学校に入学。
卒業後の2022年1月よりソニー・ミュージックアーティスツに所属。
2022年6月、スマートフォンゲーム『舞歌ファンタジア』のフラン・エルメラド役でデビュー。

## 人物
趣味はお風呂と車で歌を歌う。特技はビュッフェの盛り付け、自分のご機嫌取り、チューバ、ピアノ。

## 出演
太字はメインキャラクター。

### テレビアニメ
- 一瞬で治療していたのに役立たずと追放された天才治癒師、闇ヒーラーとして楽しく生きる（2025年、リンガ[4][5][6]）
- スライム倒して300年、知らないうちにレベルMAXになってました ～そのに～（2025年、悪霊C[7]）

### ゲーム
2022年
- 舞歌ファンタジア（フラン・エルメラド）

2023年
- ヘブンバーンズレッド（習志野ドーム住人）
- モンスターストライク（モールス）

2024年
- キュービックスターズ（モールス）
- 制服カノジョ（桃尻芹香）
- 学園アイドルマスター（2024年 - 2025年、十王星南）

2025年
- 制服カノジョ2（桃尻芹香）
- ドット勇者～三時のおやつと昼寝付きの冒険～（ヒダリナ）

### ラジオ
※はインターネット配信。
- TVアニメ「一瞬で治療していたのに役立たずと追放された天才治癒師、闇ヒーラーとして楽しく生きる」のプロモーションラジオ「やみらじ」（2025年 - 、音泉※）[15]

### テレビ番組
※はインターネット配信。
- 声技の英雄（2022年 - 2023年、TOKYO MX）[16]
- 春咲暖と陽高真白の「おうちとれーにんぐっ！」（2024年 - 、OPENREC.tv※）[17]

### 舞台
- 進戯団 夢命クラシックス#26 『Re:Write→of...』（2022年9月8日 - 11日、シアターサンモール） - 巻島市花 役
- 舞台「アサルトリリィ・イルマ女子美術高校」-The Gleam of Dawn-（2023年4月13日 - 19日、かめありリリオホール） - 廣津夕星 役[18]
- 舞台「アサルトリリィ・新章」サングリーズル編『花々の黄昏』／大島近海ネスト調査隊編『玲瓏たる深潭』（2024年5月17日 - 22日、かめありリリオホール） - 村上常盤 役[19]
- 舞台「アサルトリリィ・イルマ女子美術高校」-The Bond with the White Rose-（2024年12月5日 - 15日、こくみん共済 coop ホール／スペース・ゼロ） - 廣津夕星 役[20]
- 舞台「アサルトリリィ・シュツルム」〜サングリーズル編〜（2025年4月25日 - 30日、かめありリリオホール） - 村上常盤 役[21]
- 超次元ミュージカル「ネプテューヌ」Re:BOOT!!（2025年10月1日 - 5日〈予定〉、六行会ホール） - ベール 役[22][23]

### 朗読劇
- メイホリックシアター09 朗読劇『叶え屋「ソルシレーヴ」〜メリーバッドエンド〜』再演（2022年8月9日・13日 - 14日、BOX in BOX THEATER） - ローザ 役[2][24]
- Act Session vol.2『Re: -the beginning of the end-』（2023年5月12日・14日、シアター・アルファ東京） - キム・ソヨン 役[25]
- イノセントギアカンパニー リーディングライブ『グリム姫物語集』（2024年4月4日・7日、参宮橋TRANCE MISSION） - 王子 役[26]
- メイホリックシアター18 朗読劇『美術室に置き去りにされた天使－再演－』（2025年4月2日 - 3日、シアターサンモール） - 柚 役（華成結、田嶌紗蘭とのトリプルキャスト）[27]

### その他コンテンツ
- キミイロ×ライバー 〜今夜もベルに教えてください〜（ベル[28]）

## ディスコグラフィ

### キャラクターソング
| 発売日         | 商品名                                                                    | 歌                                                             | 楽曲                                    | 備考                                 |
| -------------- | ------------------------------------------------------------------------- | -------------------------------------------------------------- | --------------------------------------- | ------------------------------------ |
| 2025年1月23日  | 制服カノジョ2 OP主題歌＆EDキャラソンミニアルバム「＃ガチコイソング」      | 桃尻芹香（陽高真白）                                           | 「Genuine feeling」                     | ゲーム『制服カノジョ2』関連曲        |
| 2025年2月8日   | ENDLESS DANCE                                                             | 花海佑芽（松田彩音）、秦谷美鈴（春咲暖）、十王星南（陽高真白） | 「ENDLESS DANCE」                       | ゲーム『学園アイドルマスター』関連曲 |
| 2025年2月14日  | 学園アイドルマスター Season Solo Collection Vol.5「ハッピーミルフィーユ」 | 姫崎莉波（薄井友里）、十王星南（陽高真白）、篠澤広（川村玲奈） | 「ハッピーミルフィーユ」                | ゲーム『学園アイドルマスター』関連曲 |
| 2025年2月14日  | 学園アイドルマスター Season Solo Collection Vol.5「ハッピーミルフィーユ」 | 十王星南（陽高真白）                                           | 「ハッピーミルフィーユ」                | ゲーム『学園アイドルマスター』関連曲 |
| 2025年2月19日  | 十王星南 1st Single「小さな野望」                                         | 十王星南（陽高真白）                                           | 「小さな野望」 「初」 「Campus mode!!」 | ゲーム『学園アイドルマスター』関連曲 |
| 2025年2月下旬  | 十王星南 誕生日記念Single「Cosmetic」                                     | 十王星南（陽高真白）                                           | 「Cosmetic」                            | ゲーム『学園アイドルマスター』関連曲 |
| 2025年3月3日   | 学園アイドルマスター Season Solo Collection Vol.6「雪解けに」             | 十王星南（陽高真白）                                           | 「雪解けに」                            | ゲーム『学園アイドルマスター』関連曲 |
| 2025年4月9日   | 学園アイドルマスター Season Solo Collection Vol.7「桜フォトグラフ」       | 十王星南（陽高真白）                                           | 「桜フォトグラフ」                      | ゲーム『学園アイドルマスター』関連曲 |
| 2025年4月23日  | Our Chant                                                                 | 十王星南（陽高真白）                                           | 「Our Chant」                           | ゲーム『学園アイドルマスター』関連曲 |
| 2025年5月17日  | 標                                                                        | 初星学園                                                       | 「標」                                  | ゲーム『学園アイドルマスター』関連曲 |
| 2025年7月5日   | がむしゃらに行こう！                                                      | 花海佑芽（松田彩音）、秦谷美鈴（春咲暖）、十王星南（陽高真白） | 「がむしゃらに行こう！」                | ゲーム『学園アイドルマスター』関連曲 |
| 2025年7月12日  | Howling over the World                                                    | 花海佑芽（松田彩音）、秦谷美鈴（春咲暖）、十王星南（陽高真白） | 「Howling over the World」              | ゲーム『学園アイドルマスター』関連曲 |
| 2025年7月19日  | ミラクルナナウ(ﾟ∀ﾟ)！                                                     | 花海佑芽（松田彩音）、秦谷美鈴（春咲暖）、十王星南（陽高真白） | 「ミラクルナナウ(ﾟ∀ﾟ)！」               | ゲーム『学園アイドルマスター』関連曲 |
| 2025年11月19日 | Begrazia 1st Single「Star-mine」                                          | Begrazia                                                       | 「Star-mine」                           | ゲーム『学園アイドルマスター』関連曲 |
| 2025年11月19日 | Begrazia 1st Single「Star-mine」                                          | 十王星南（陽高真白）                                           | 「Star-mine」                           | ゲーム『学園アイドルマスター』関連曲 |